# Кубок Домініканської Республіки з футболу
Кубок Домініканської Республіки з футболу (ісп. Copa de la República Dominicana) — футбольне змагання, яке щорічно проводить Федерація футболу Республіки Домінікана серед футбольних клубів Республіки Домінікани.

## Історія
Кубок створений 2015 року в рамках процесу професіоналізації футболу в Домініканській Республіці. Відрізняється від Домініканської футбольної ліги тим, що це відкритий турнір, тобто в ньому можуть брати участь як професіональні, так й аматорські команди.
Перший розіграш турніру відбувся 2015 року, володарем трофею став «Сібао», який у фіналі переміг «Універсідад О-енд-М».

## Команди-учасниці першого розіграшу
У першому розіграшу національного кубку взяли участь 17 команд, які розділили на 4 групи:
- Група A: «Універсідад О-енд-М», «Атлетіко», «Унев», «Гаррінча»
- Група B: «Дімпорт Інтер», «Кампа», «Ель-Бен», «Солес Боб»
- Група C: «Депортіво Кондор», «Уніон ВПН», «Реалісте», «Сібао», «Сальседо»
- Група D: «Клуб 6 лютого», «Сібао Атлетіко», «Ла Еррадура», «Лос 30 де Вілья-Тапія»

## Переможці
| Сезон           | Чемпіон | Результат | Фіналіст              |
| --------------- | ------- | --------- | --------------------- |
| 2015            | «Сібао» | 3:1       | «Універсідад О-енд-М» |
| 2016            | «Сібао» | 2:0       | «Універсідад О-енд-М» |
| Кубок Салезіяна |         |           |                       |
| 2019-20         |         | :         |                       |

## Титули по командах
| Команда               | Титули | Фінали | Роки чемпіонств | Роки фіналів |
| --------------------- | ------ | ------ | --------------- | ------------ |
| «Сібао»               | 2      | 0      | 2015, 2016      |              |
| «Універсідад О-енд-М» | 0      | 2      |                 | 2015, 2016   |

## Найкращі бомбардири
| Сезон | Ім'я           | Клуб                      | Голи |
| ----- | -------------- | ------------------------- | ---- |
| 2015  | Хонатан Фанья  | «Сібао»                   | 15   |
| 2016  | Андерсон Аріас | «Клуб Барселона Атлетіко» | 11   |